# 洛斯阿拉莫斯縣
洛斯阿拉莫斯縣（英語：Los Alamos County）是美国新墨西哥州中北部的一個縣，面積283平方公里，是全州面積最小的縣。根據2020年美國人口普查，共有人口19,419人。縣治洛斯阿拉莫斯。該縣成立於1949年3月16日，縣名來自其縣治，是洛斯阿拉莫斯國家實驗室的所在。